# 揖斐川町役場
揖斐川町役場（いびがわちょうやくば）は、地方公共団体である岐阜県揖斐郡揖斐川町の組織が入る施設（役場）。

## 概要
- 防災センターを兼ねた庁舎である。2010年（平成22年）8月完成。同年9月21日より業務を開始する[1]。

## 業務時間
- 月曜日から金曜日の8時30分から17時15分（土曜日・日曜日・祝日・年末年始を除く）

## 業務内容
4階
- 議場

3階
- スポーツ振興課
- 文化課
- 社会教育課
- 学校教育課

2階
- 政策広報課
- 農林振興課
- 下水道課
- 建設課
- 総務課
- 管財課
- 財政課

1階
- 会計課
- 水道課
- 税務課
- 商工観光課
- 生活環境課
- 住民課
- 子育て支援課
- 社会福祉課
- 高齢福祉課

## 振興事務所
- 谷汲振興事務所
  - 揖斐川町谷汲名礼265番地43
- 春日振興事務所
  - 揖斐川町春日六合3080番地
- 久瀬振興事務所
  - 揖斐川町東津汲875番地1
- 藤橋振興事務所
  - 岐阜県揖斐郡揖斐川町西横山410番地5
- 坂内振興事務所
  - 揖斐川町坂内広瀬924番地

## 交通アクセス
- 揖斐川町ふれあいバス「揖斐川町役場」バス停より徒歩すぐ。
  - 揖斐駅より揖斐川北部線「広瀬」行き、揖斐大野線「大野バスセンター」「揖斐川町役場」行き。

## 周辺施設
- 岐阜県警察揖斐警察署
- 岐阜県揖斐総合庁舎
- 揖斐厚生病院
- 揖斐川町立揖斐小学校
- 揖斐川町立いびがわ図書館
- 大垣共立銀行揖斐支店
- 大垣西濃信用金庫揖斐川支店
- 三輪神社